# 라르보토

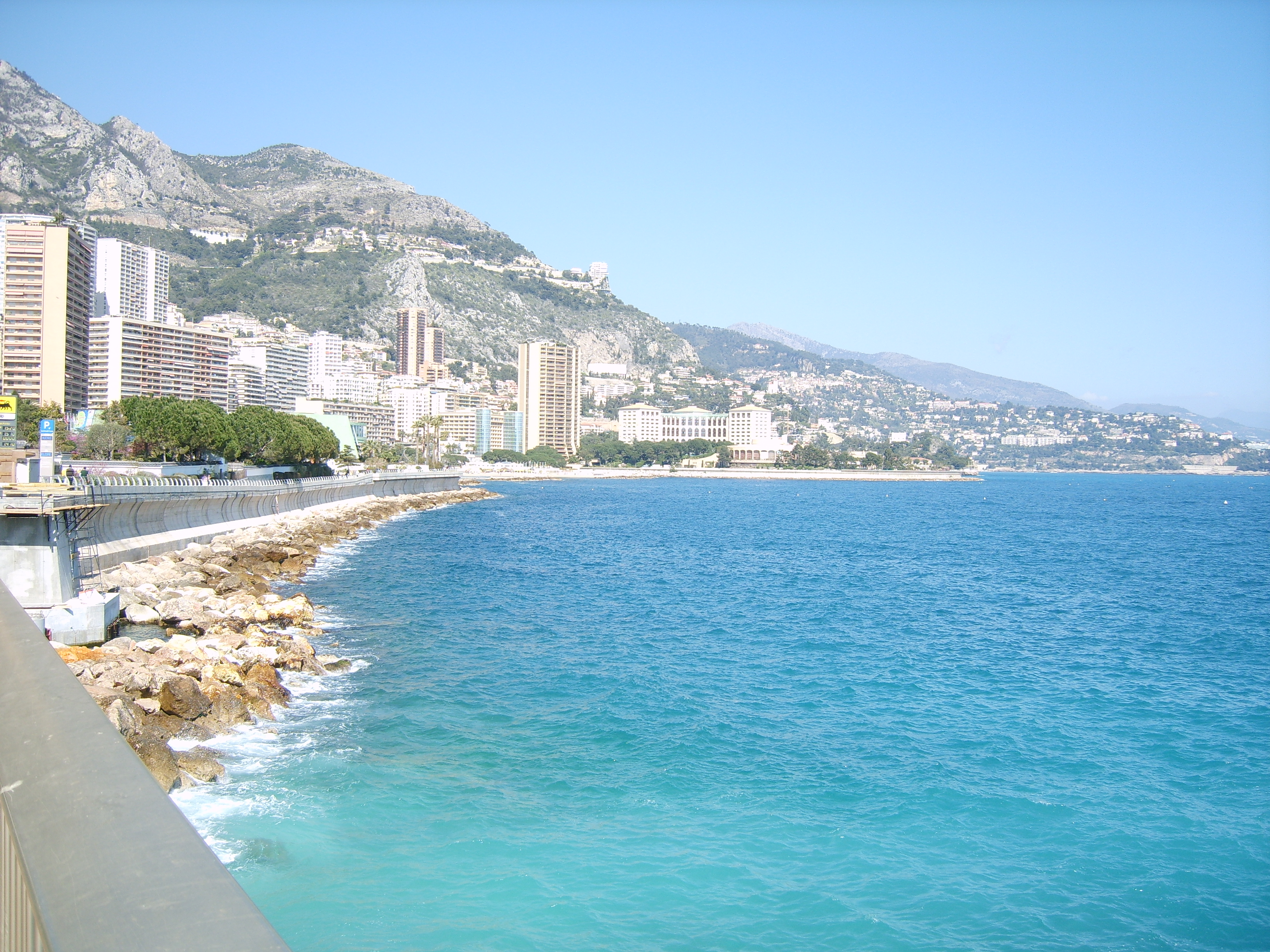
몬테카를로에서 본 라르보토

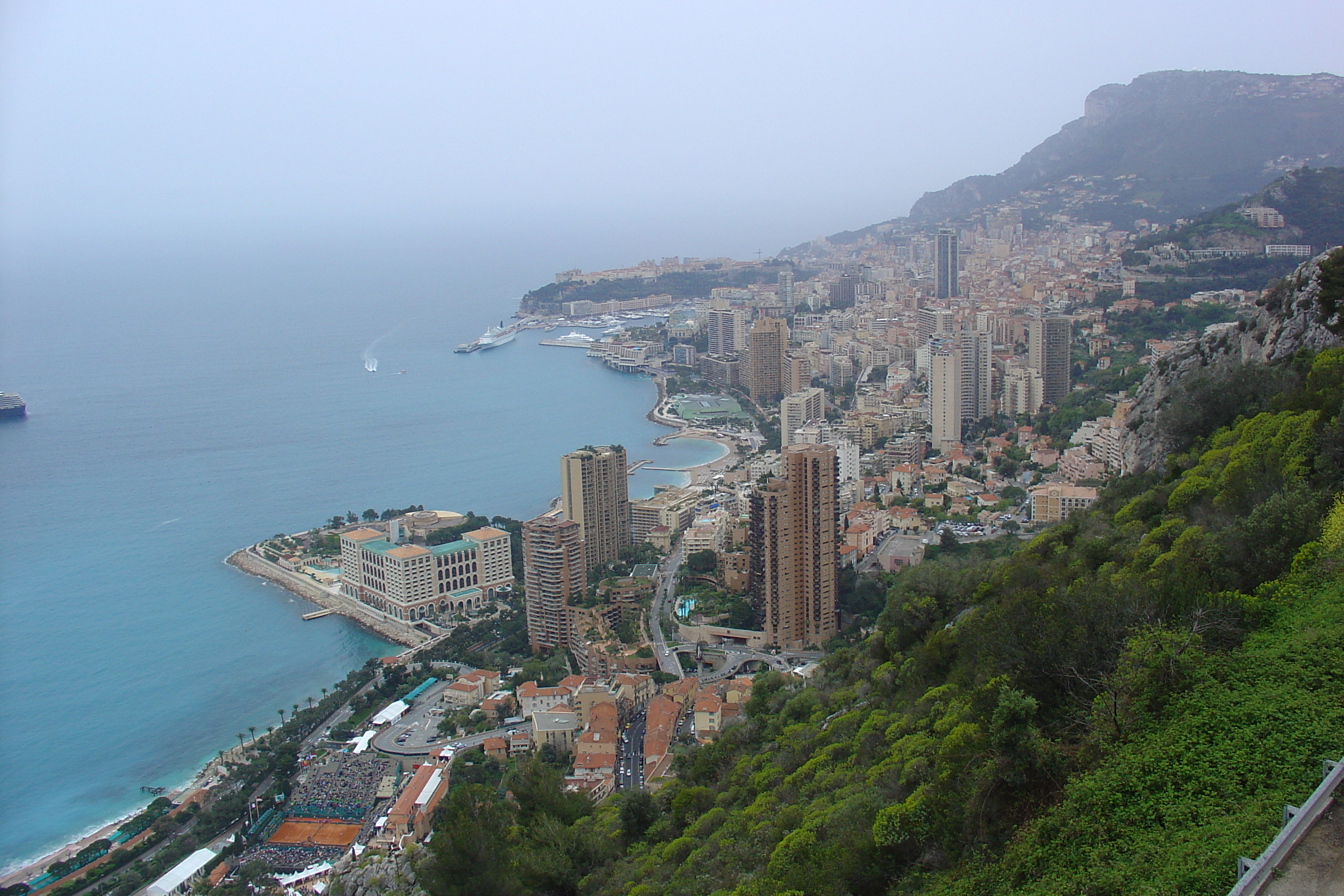
라르보토 해변

라르보토(프랑스어: Larvotto)는 모나코를 구성하는 10개 행정구 가운데 하나이며 면적은 0.329km2, 인구는 5,443명(2000년 기준)이다. 과거 몬테카를로에서 분리되어 신설되었으며 모나코 북동부와 몬테카를로 동쪽에 위치한다. 주거 시설과 관광 시설, 해변으로 유명한 곳이다.